# Ibrahim Abdel Meguid
Ibrahim Abdel Meguid (arabiska: إبراهيم عبد المجيد), född 1946 i Alexandria, är en egyptisk författare. Han tilldelades 1996 Naguib Mahfouz Medal for Literature för romanen al-Balda al-oukhra (The Other Place).
Abdel Meguid studerade filosofi vid universitetet i Alexandria, där han tog kandidatexamen 1973. 1974 flyttade han till Kairo, där han har bott sedan dess. Under det tidiga 1970-talet var han medlem av ett förbjudet kommunistparti, och hans politiska engagemang har fortsatt. Han har bland annat fängslats för sin aktivism.
Abdel Meguid har skrivit flera romaner och noveller som alla behandlar Egyptens historia. Flera av dem är översatta till engelska och franska. Bland hans mest kända verk är La ahad yanam fi al-iskandariai (No One Sleeps in Alexandria), al-Balda al-oukhra (The Other Place) och Tujur al-'anbar (Birds of Amber).